# Javi Cabezas
Francisco Javier Cabezas Chounavelle (Cabezon de la sal, Cantabria, España, 28 de febrero de 1990), conocido deportivamente como Javi Cabezas, es un futbolista español que juega como centrocampista. Su actual equipo es el Club de Fútbol La Nucía de la Segunda División B de España.

## Trayectoria
Jugador formado en el Fútbol sala, y en conjuntos de regionales de fútbol como la Unión Deportiva La Voz, el Peñarroya-Pueblonuevo o el Pozoblanco, antes de pasar a formar parte del filial del Córdoba Club de Fútbol. El 17 de octubre de 2012 debuta con el primer equipo, tras haber hecho varias buenas actuaciones en el Córdoba Club de Fútbol "B", jugaría su primer partido frente al Centre d'Esports Sabadell Futbol Club en la Nova Creu Alta en un partido de la Copa del Rey.
Posteriormente pasaría en 2013 al Écija Balompié en calidad de cedido y disputando su primer partido con el club sevillano frente a su exequipo, el Córdoba Club de Fútbol en un partido de pretemporada que acabó 0-1 para los cordobeses.
En la temporada 2015 jugaría en el Barakaldo, club al que llegó en el mercado invernal procedente de la Sociedad Deportiva Huesca. En verano del mismo año, se convertiría en nuevo jugador de La Hoya Lorca Club de Fútbol de la Segunda División B de España. Posteriormente pasaría por el Tudelano y el Ebro, de la misma categoría.

## Clubes
| Club                        | País   | Año       |
| --------------------------- | ------ | --------- |
| U. D. La Voz                | España | 2009-2010 |
| Peñarroya-Pueblonuevo C. F. | España | 2010-2011 |
| C. D. Pozoblanco            | España | 2011-2012 |
| Córdoba C. F. "B"           | España | 2012-2013 |
| Córdoba C. F.               | España | 2012-2013 |
| Écija Balompié              | España | 2013      |
| Córdoba C. F. "B"           | España | 2014      |
| S. D. Huesca                | España | 2014      |
| Barakaldo C. F.             | España | 2015      |
| Lorca C. F.                 | España | 2015-2016 |
| C. D. Tudelano              | España | 2016-2017 |
| C. D. Ebro                  | España | 2017-2019 |
| Club de Fútbol La Nucía     | España | 2019-     |